# Gwere (peuple)
Pour les articles homonymes, voir Gwere.
Ne doit pas être confondu avec Guéré (peuple).
Les Gwere sont une population bantoue d'Afrique de l'Est vivant à l'est de l'Ouganda, dans le district de Pallisa, et, de l'autre côté de la frontière, à l'ouest du Kenya. 
En Ouganda, le recensement de 2002 a dénombré 408 738 personnes se déclarant Bagwere, soit 1,8 % de la population totale.

## Ethnonymie
Selon les sources et le contexte, on rencontre d'autres formes : Bagwere, Lugwere.

## Langue
Leur langue est le gwere (lugwere), une langue bantoue.

## Économie
Les Bagwere pratiquent une agriculture de subsistance (manioc, maïs, riz, sorgho), ainsi que l'élevage et la pisciculture dans le lac Kyoga.
Depuis 2007, un conflit territorial, parfois violent, les oppose à leurs voisins Gisu. En 2010 le gouvernement est intervenu pour fixer des limites officielles, mais les tensions restent vives.

## Religion
Beaucoup sont chrétiens, mais les croyances traditionnelles restent vivaces ; le dieu Katonda y occupe une place de premier plan.
 
Au XIXe siècle, un millier de personnes vivant près de Mbale s'est converti au judaïsme, rejoignant la communauté connue aujourd'hui sous le nom de Abayudaya (« les enfants de Judas »).